# 조르조네
조르조네(Giorgione, 본명 조르지오 바바렐리(Giorgio Barbarelii), 1478년 ∼ 1510년)는 이탈리아의 화가이다.

## 개요
그는 조반니 벨리니 이래 색채를 구사하여 특이한 화풍을 세운 베네치아파(派)를 한층 더 발전시켰다. 요절한 그에 관하여는 알려진 게 거의 없다. 수수께끼에 싸인 <태풍>(1505？)은 폐허가 된 어느 조용한 촌락을 배경으로 하여, 바른쪽 잔디 위에서 젖을 물린 나체의 부인이 앉아 있고 왼쪽 끝에 젊은 병사가 서 있다. 때마침 구름은 낮게 깔려 있으며 번개마저 번쩍인다. 이것은 플리니우스가 말한 것처럼 페아레스(그리스의 화가)는 어느 누구든 그릴 수 없는 것, 즉 태풍을 그렸다고 하는, 고대의 기록에 대한 도전이라 여겨진다. 그의 <잠자는 비너스>는 밝은 광채 아래 풍만한 미를 드러내어 놓고, 그리스의 조각가도 미치지 못하는 관능미를 현실화하고 있다. 1508년에 그리기 시작한 이 그림은 그의 죽음으로 미완성인 채 남겨졌지만 그 풍경은 그의 시정을 계승한 티치아노에 의해 완성되었다.

## 주요 작품

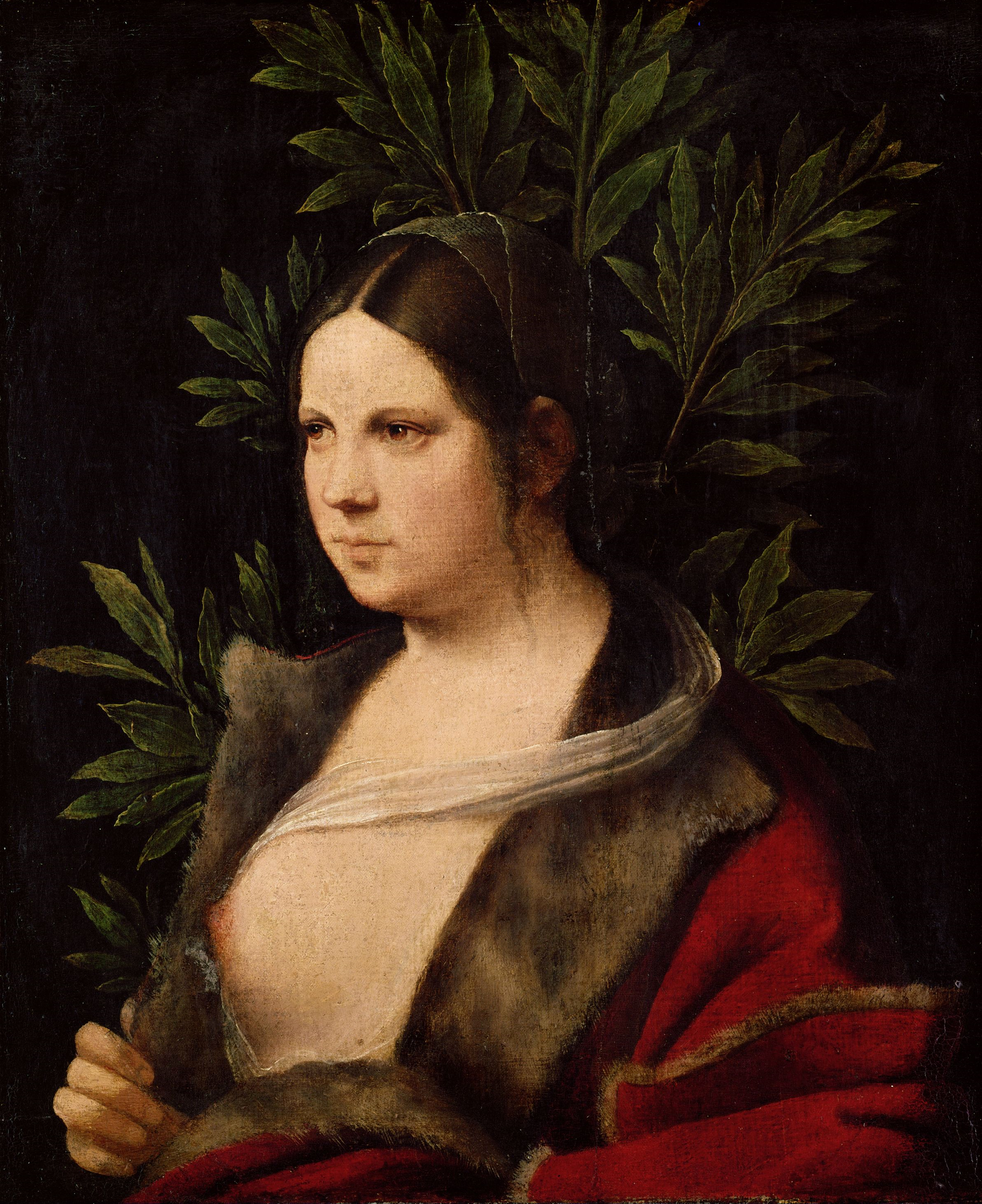
Laura
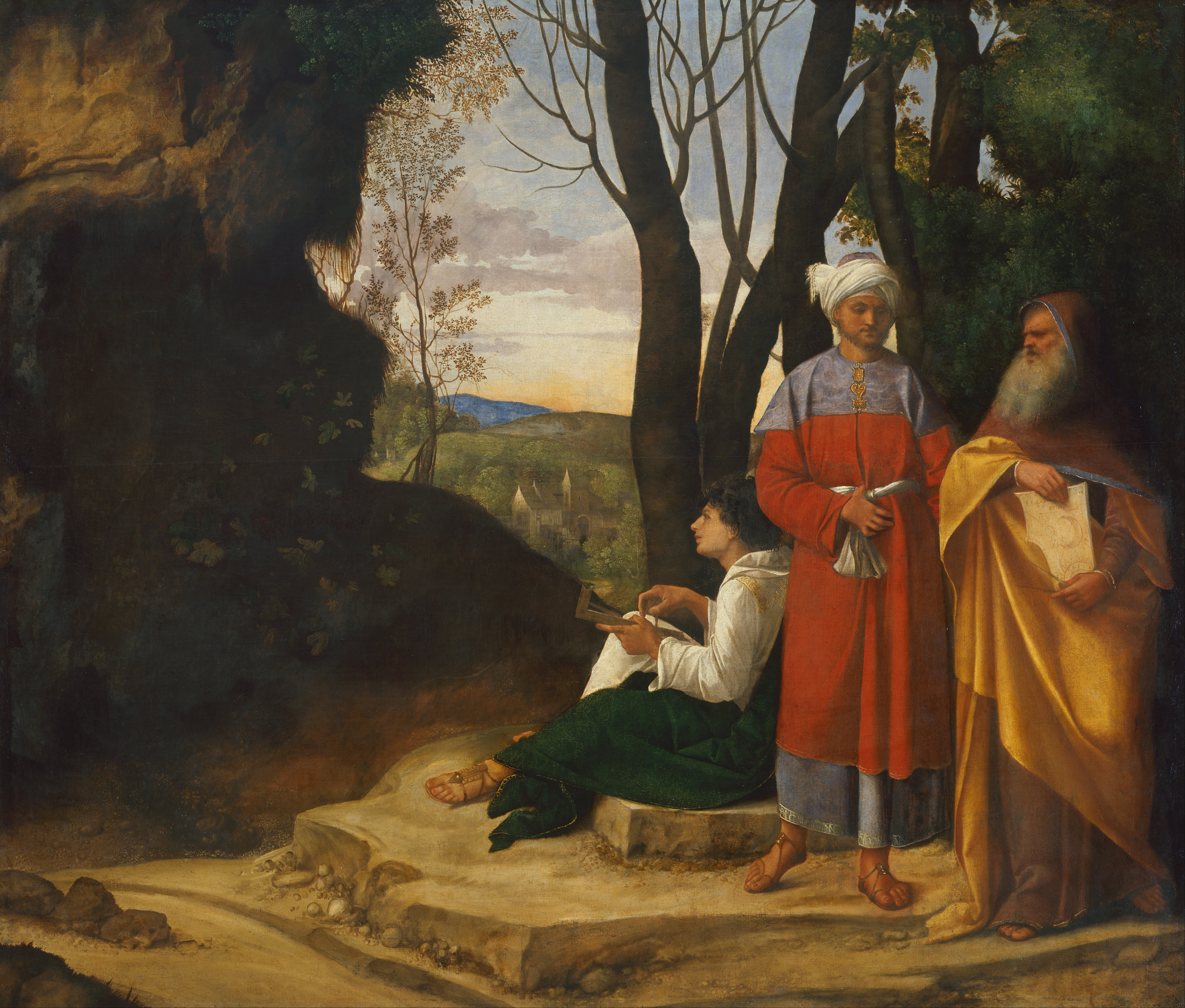
The Three Philosophers
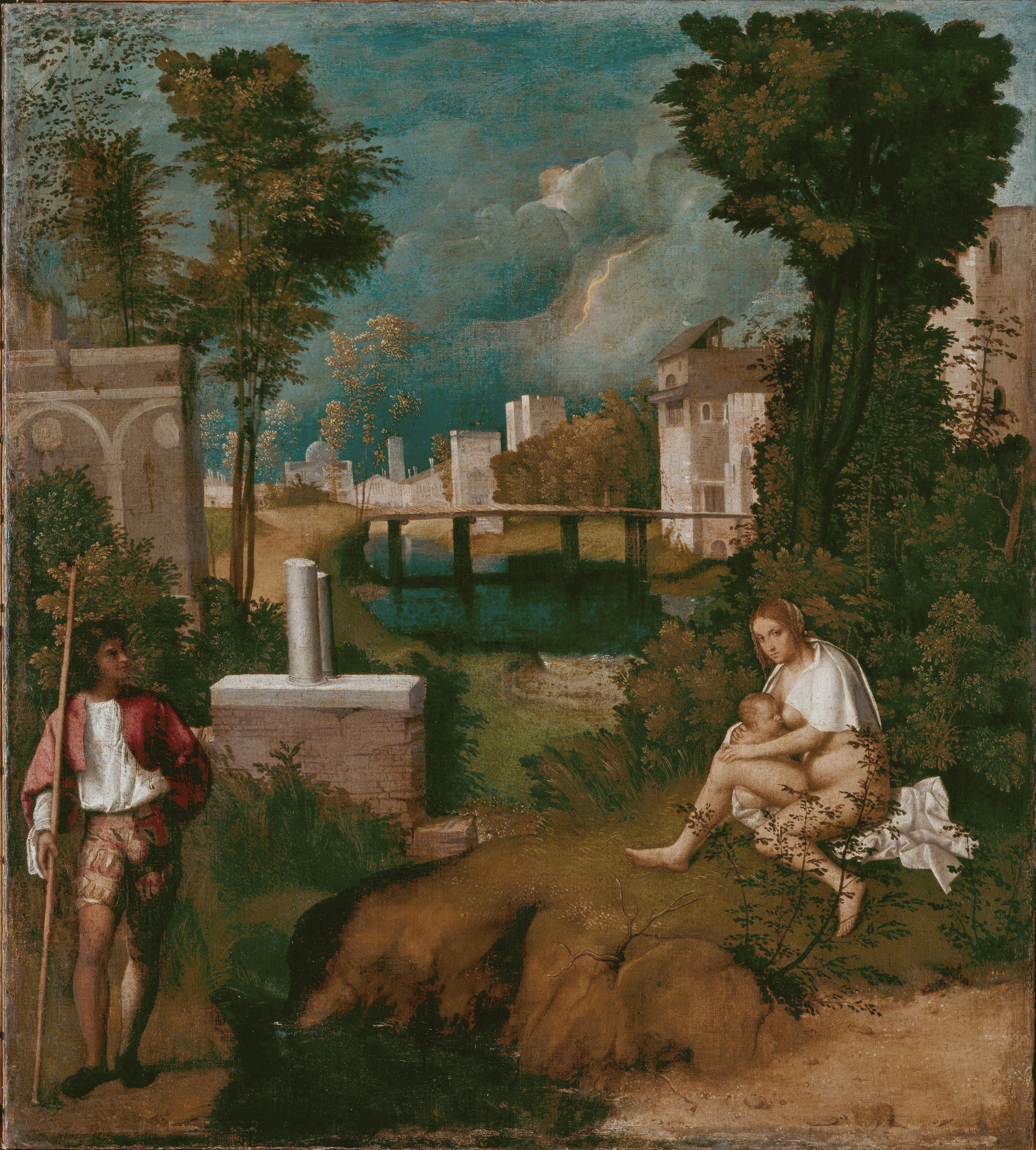
The Tempest
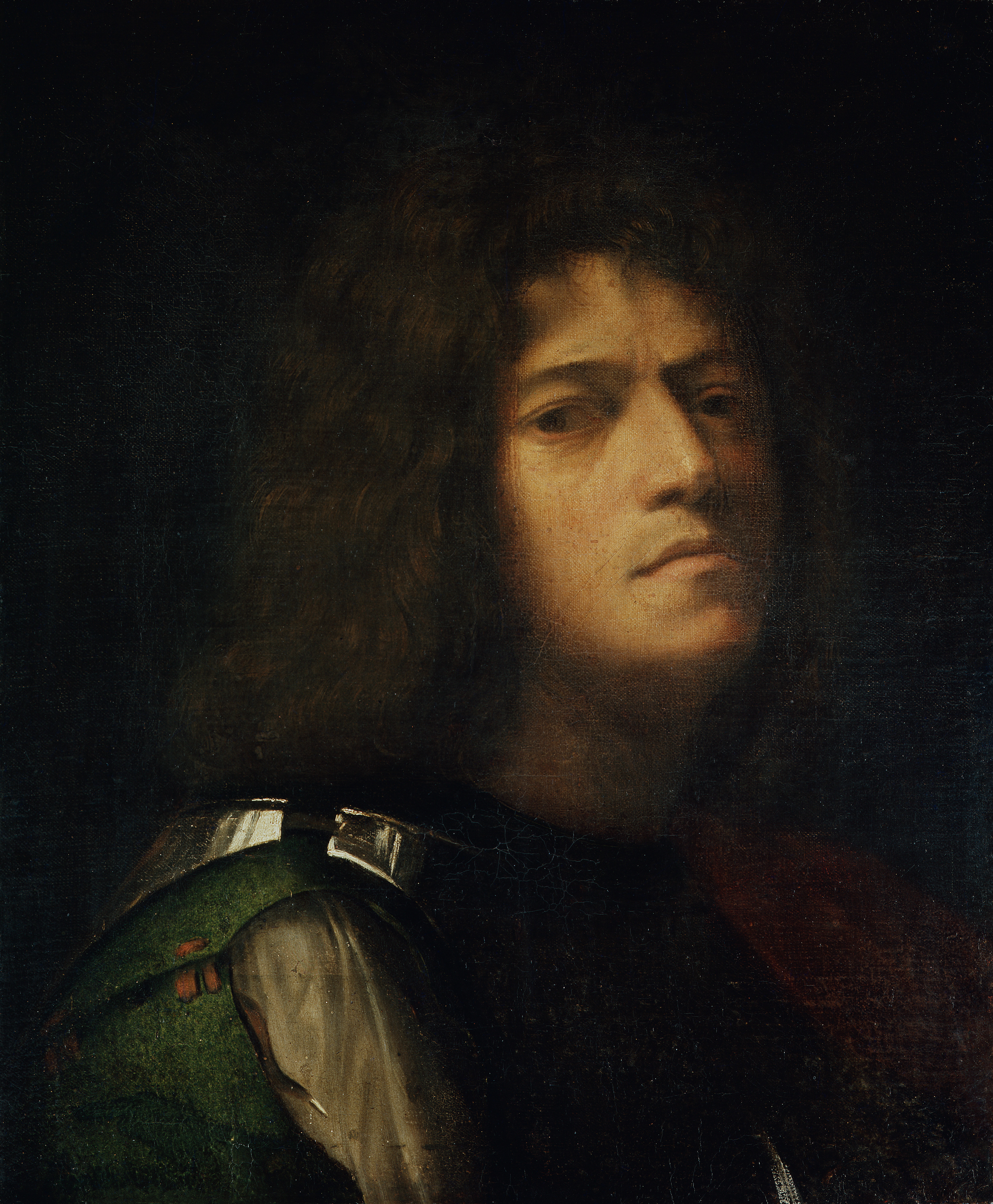
Self-portrait